# Pontiac Pathfinder
La Pontiac Fleetleader était un modèle de voiture full-size d'entrée de gamme, du constructeur automobile Pontiac, dérivée des productions de la marque Chevrolet, une autre composante du groupe General Motors. Uniquement construit au Canada, le modèle Pathfinder n'a jamais été commercialisé aux États-Unis. La différence de taille entre les modèles Chevrolet et Pontiac étant seulement répercutée sur l'empattement, la longueur du capot et du coffre, le châssis, le moteur et les panneaux de carrosserie ont été repris des modèles Chevrolet, mais la plupart des éléments stylistiques distinctifs des Pontiac de chaque année-modèle ont été intégrés. Cela s'est traduit par des ailes avant et arrière plus courtes que sur les Pontiac des modèles fabriqués aux États-Unis, ainsi que des roues et des enjoliveurs spécifiques au Canada. Les garnitures intérieures étaient souvent uniques aux Pathfinder. Produit de 1953 à 1958 comme modèle de base de Pontiac au Canada, les types de carrosserie comprenaient une berline de livraison, des coupés deux portes avec ou sans banquette arrière, des berlines quatre portes et un modèle break. Le modèle Pathfinder Sedan Delivery (un break tôlé à trois portes) fabriqué au Canada n'était disponible que de 1954 à 1958, car elle se substituait à une version sur châssis Chevrolet qui disparaît du catalogue aux États-Unis et au Canada après 1953. Ce modèle Pontiac disparaîtra après 1958.

## Histoire
Les conditions spécifiques du marché automobile canadien font que les concessions automobiles de marques telles que Pontiac (groupe GM), Mercury (groupe Ford) et Dodge (groupe Chrysler) se retrouvaient dans une zone géographique où la clientèle n'a pas toujours accès à un vendeur d'automobiles d'entrée de gamme qui fasse partie du même  groupe automobile. Afin d'éviter que cette situation ne détourne la clientèle vers concurrence la concurrence, plusieurs marques et modèles spécifiques au Canada verront le jour et la solution pour Pontiac sera d'élargir sa gamme vers le bas, en utilisant un moteur Chevrolet à partir de 1937 et une carrosserie Chevrolet à partir de 1938. Surnommés « Cheviac » ces modèles seront nommées Pontiac 224 (du nom de la cylindrée), Pontiac Arrow puis Pontiac Fleetleader, un nom qui perdurera jusqu'en 1952. Les modèles Pontiac canadiens d'entrée de gamme, réalisés à partir de 1946, utilisaient l'empattement plus court des Chevrolet et une carrosserie dérivée des modèles Chevrolet correspondants : Deluxe, Fleetmaster, Fleetline et Styleline.
Le modèle de 1953 était équipé de feux arrière Chevrolet. Trois modèles Pontiac basées sur les Chevrolet seront mis en vente au Canada, Pathfinder (d'entrée de gamme), Pathfinder de Luxe et Laurentian. Les concessions automobiles canadiennes offrent également des modèles au gabarit des Pontiac américaines, Chieftain Special et Chieftain de Luxe. La version Pontiac Pathfinder De Luxe de 1953 présente tous les pare-chocs et garnitures chromés de la Pontiac Chieftain fabriquée aux États-Unis, à l'exception des cache-roue des ailes arrière. À partir de 1954, ces modèles Pontiac canadiens d'entrée de gamme (appelés Pontiac Pathfinder depuis 1953) utilisaient des carrosseries et des feux arrière Chevrolet, mais avec des éléments caractéristiques de Pontiac aux deux extrémités dont le large jonc chromé baptisé « Silver Streak ». Ces variantes de Chevrolet américaines ne sont reconnues que par comparaison avec leurs équivalents Chevrolet ou Pontiac américains, car les détails de carrosserie diffèrent souvent légèrement entre les versions américaines des deux marques.
Jusqu'en 1954, le seul moteur disponible pour ces Pontiac d'entrée de gamme est un six cylindres en ligne. À partir de 1955, le moteur V8 "Small block" développé par Chevrolet est disponible pour les Pathfinder, sous le simple nom de V8 162 ch puis de Strato-flash.
L'année modèle 1958 fut la dernière pour les modèles Pathfinder, exclusivement canadiens. Les Pontiac Pathfinder (ainsi que certains autres modèles canadiens) étaient généralement équipés de moteurs et de groupes motopropulseurs Chevrolet, de sorte que l'on peut trouver des Pontiac canadiens avec des moteurs six cylindres (overhead valve) ou 283 V8 construits par Chevrolet.
Le modèle Pathfinder Deluxe est renommé Strato-Chief en 1958.
En 1959 la gamme sera remaniée : le modèle Stato-Chief descend en gamme et remplace la Pathfinder tandis que le modèle Laurentian fait de même avec, au-dessus de lui, un modèle Pontiac Parisienne spécifique au Canada.
Bien que les modèles spécifiques au Canada de marques américaines aient été progressivement abandonnés après que le traité « Auto Pact » de 1965 entre le Canada et les États-Unis les ait rendus inutiles, les Pontiac fabriquées et vendues au Canada ont conservé leurs noms de modèles uniques pendant de nombreuses années.

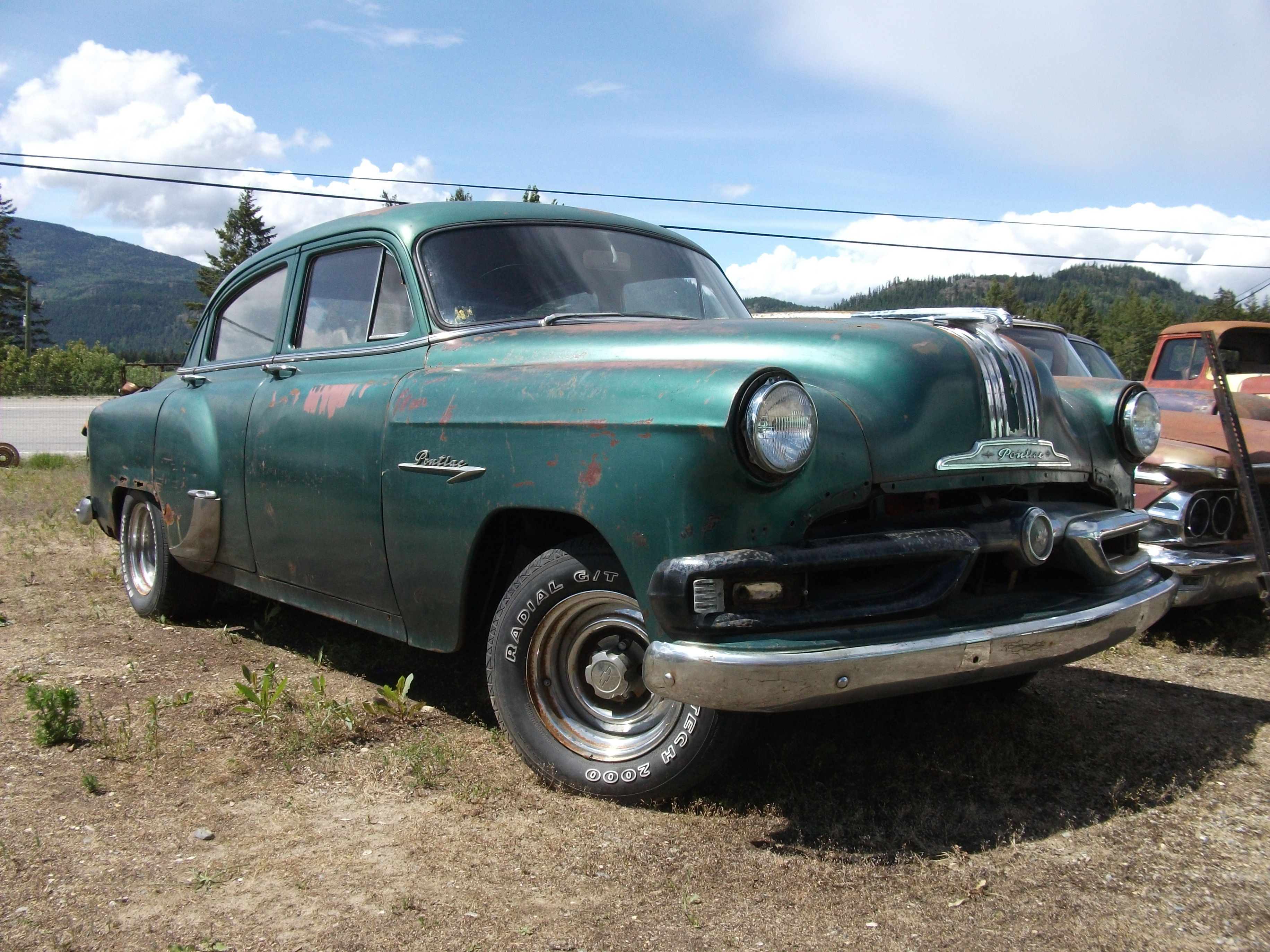
Pathfinder de 1953 en version quatre portes.
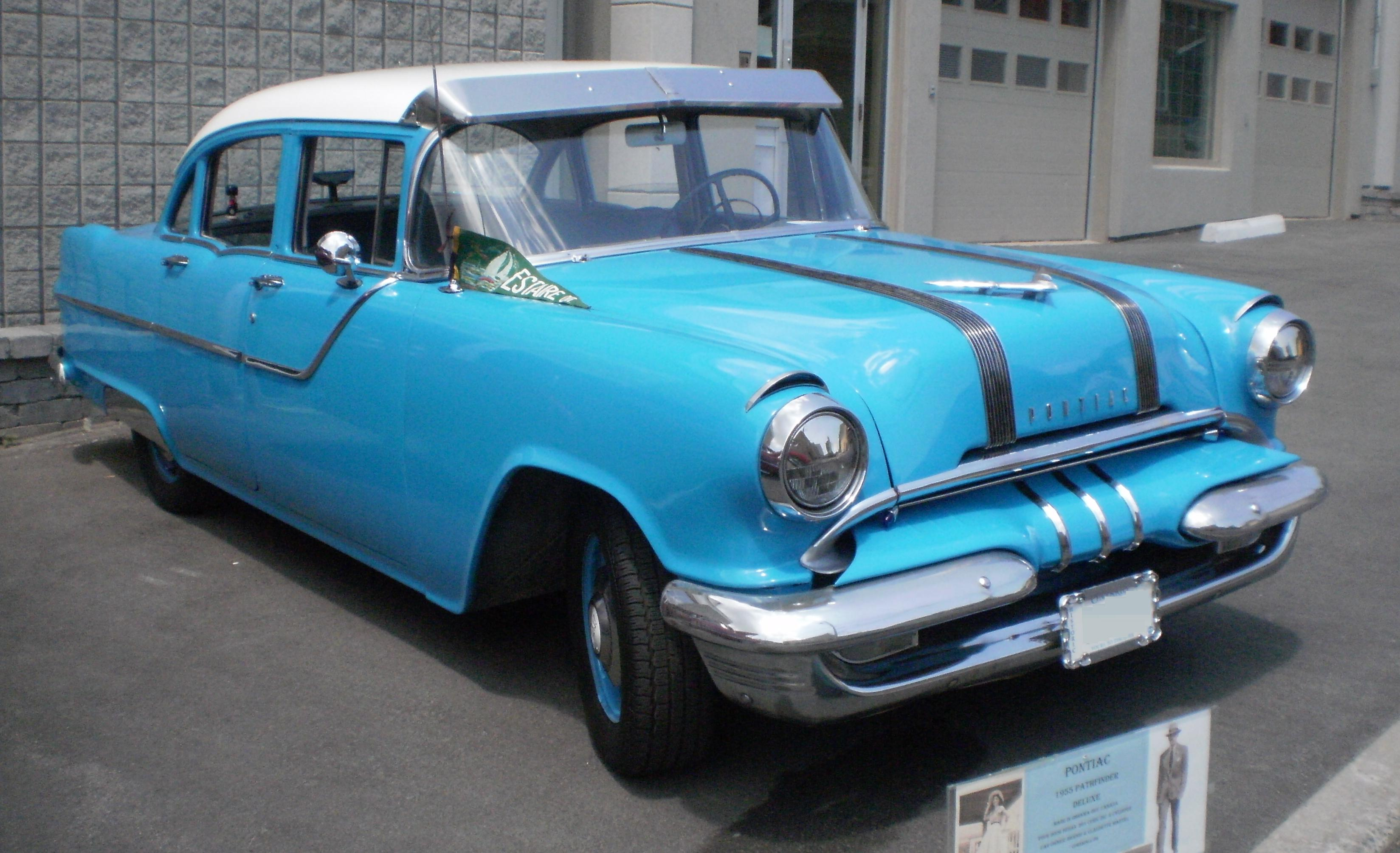
Pontiac Pathfinder Berline de luxe 4 portes 1955.
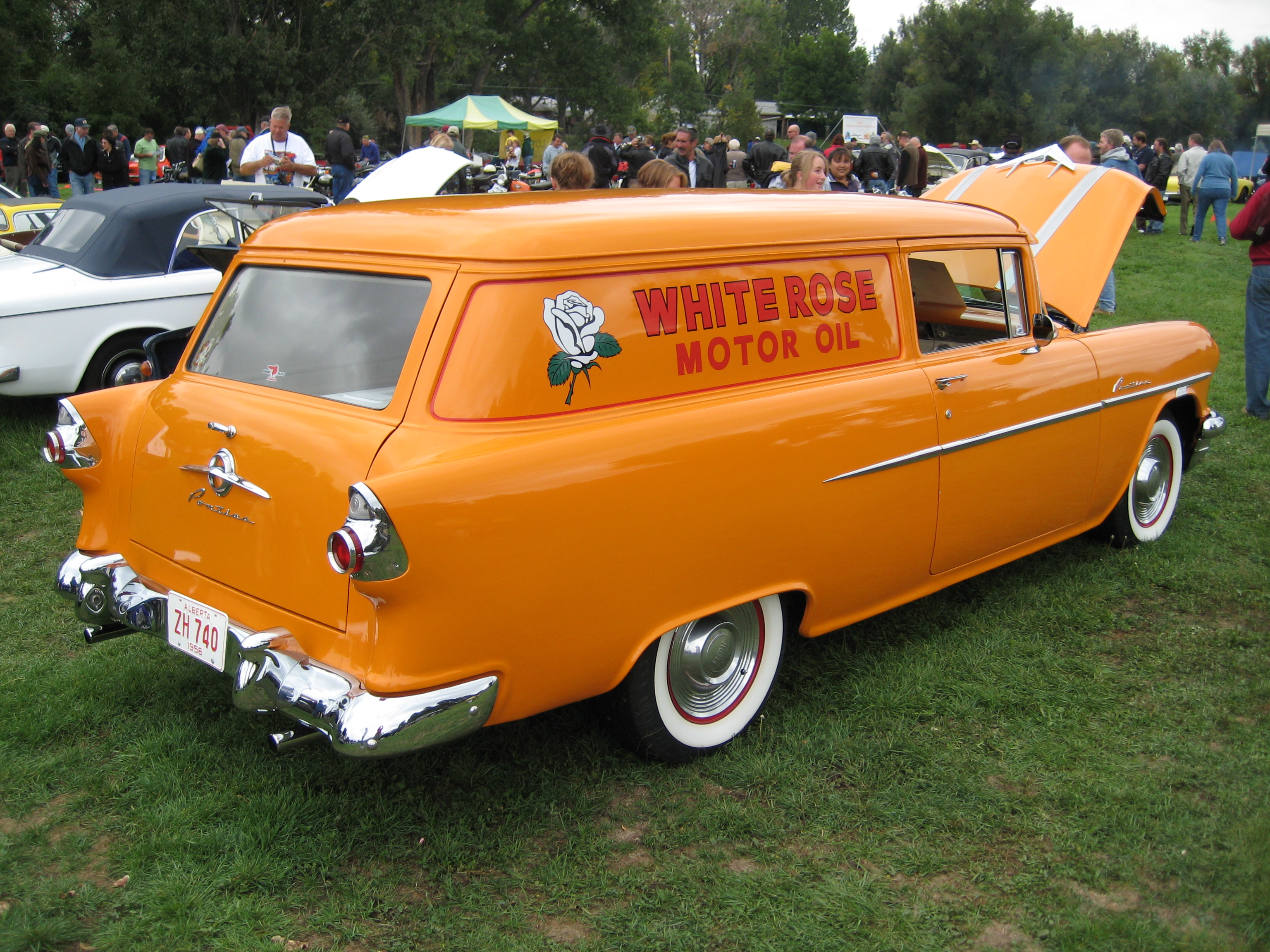
Break de livraison Pontiac Pathfinder 1956.
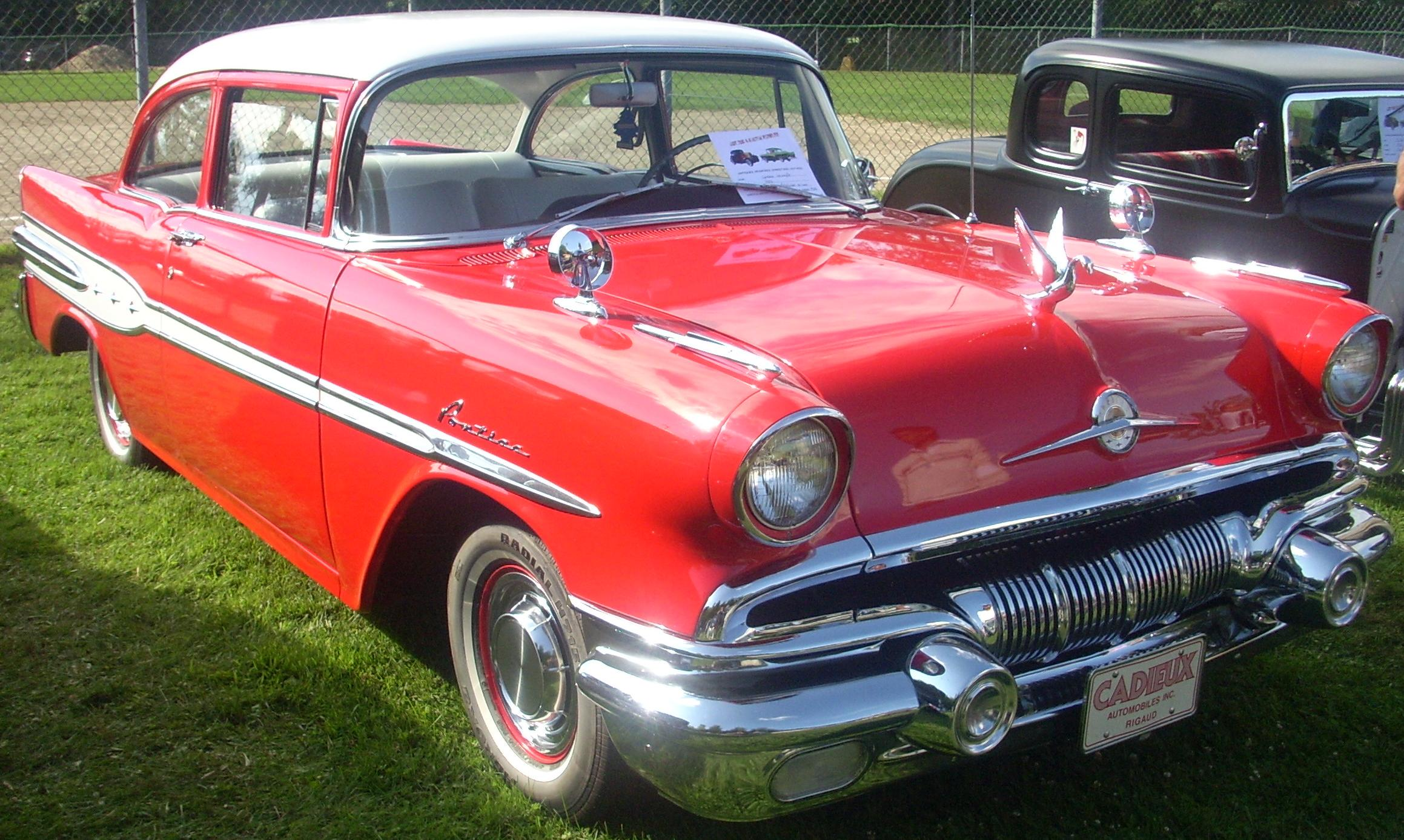
Pontiac Pathfinder 1957, berline deux portes.
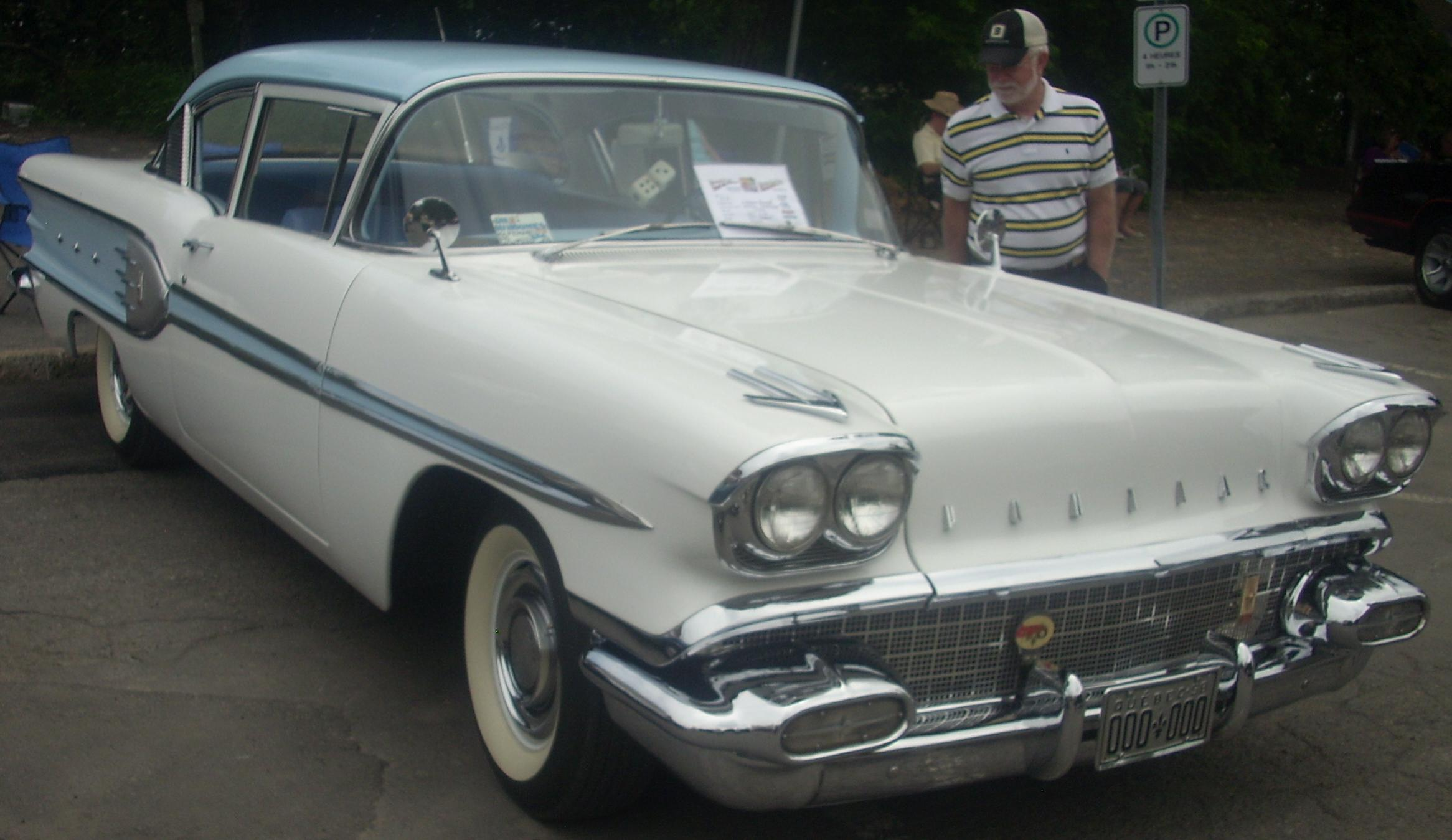
Pontiac Pathfinder 1958.